# 塩川愛友里
塩川愛友里（しおかわ あゆり、1989年4月10日 - ）は、日本の女優である。オスカープロモーション所属。

## 出演
- セーブオン（2012-2013）